# بوباو
بوباو (به آلمانی: Bobbau) یک منطقهٔ مسکونی در آلمان است که در بیترفلد-ولفن واقع شده‌است. بوباو ۱٬۶۶۱ نفر جمعیت دارد.